# 植樹祭
植樹祭（しょくじゅさい、Arbor Day）とは、人々に木を植えることを推奨する行事、祝日であり、現在では多数の国で見られる。主に春に行われることが多いが、その地域の気候に適した時期に行われる。

## 起源と歴史

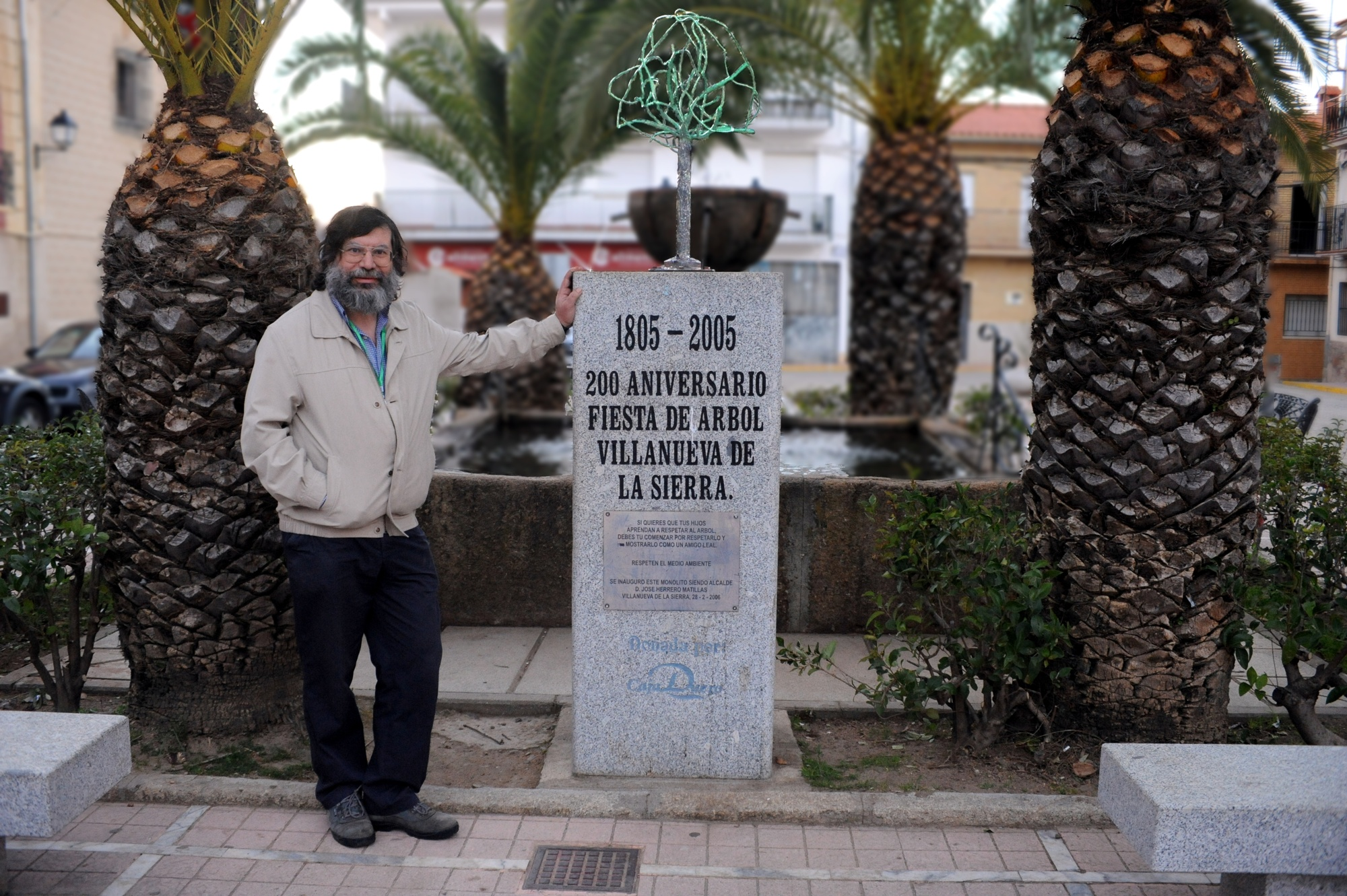
1805年に世界初の植樹祭が行われたことを示す記念碑と、その横に立つ環境活動家ミゲル・ヘレーロ・ウセダ（スペイン）

### 植樹祭の起源
記録上に残る最古の植樹祭は、1594年スペイン北西部の村モンドニェードにおいて村長主催で行われた。その場所は、アラメダ・デ・ロス・レメディオスとして残されており、ライムとセイヨウトチノキが植わっている。近代的な植樹祭が初めて行われたのはスペインのヴィラヌエヴァ・デ・ラ・シエラであり、1805年に地元司祭によって行われた。

### 米国における最初の植樹祭
アメリカ合衆国における最初の植樹祭は1872年4月10日。ネブラスカ州ネブラスカシティにおいて、J・スターリング・モートンによって開催された。当日にはおよそ100万本の木がネブラスカ州で植えられたと考えられている。

### セオドア・ルーズベルトによる公式声明
1906年から、ペンシルベニア州ドュボイズのメイジャー・イズレエル・マックレイトは、大統領セオドア・ルーズベルトの環境保護演説の対象が林業業者に限られていると主張し、より若い世代にも環境教育を施すべきであると進言した。さらに、マックレイトは学生・生徒・児童に対してアメリカの環境破壊が進んでいることを伝える公式声明を出すべきだと主張。当時の森林局長官であったギルフォード・ピンショーはその考えを受け入れ、大統領に対して公式声明を出すように要請した。そして、1907年4月15日、ルーズベルトは「合衆国にいる生徒に対する植樹祭宣言」を発表した。

## 日本における植樹祭

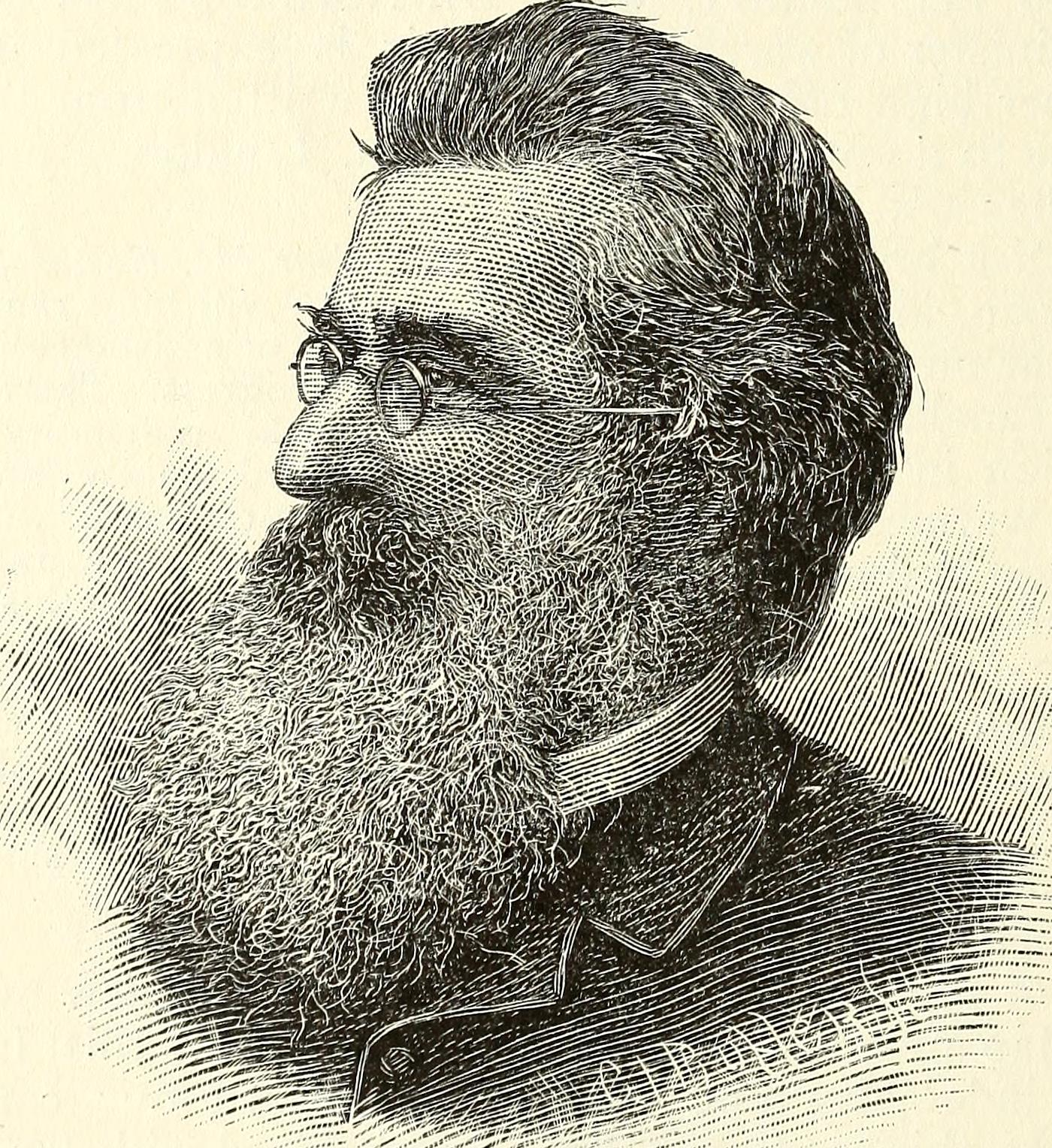
バージー・ノースロップ(Birdsey G. Northrop)

1895年、コネチカット州出身の教育家バージー・ノースロップが日本に植樹祭を紹介した。同年、日本政府が明治天皇誕生日の11月3日を「学校植栽日」とし、全国の学校に学校林設置の訓令を出した。1898年林学博士・本多静六の提唱により神武天皇祭の4月3日が「植栽日」となった。
1933年、神武天皇祭を中心とする4月2日から4日までの3日間を「愛林日」として、全国一斉に愛林行事を催すことが提唱された。翌1934年（昭和9年）から、全国的な植樹運動の日として愛林日を実施することとなり、日本初の中央植樹行事が茨城県・筑波山麓の「鬼が作国有林」で行われた。
戦中の中断を挟み、1950年からは全国植樹祭に引き継がれた。

## 世界における植樹祭

### オーストラリア
1889年6月20日に第1回植樹祭が開催された。多くの州で植樹祭の日が設定され、ビクトリア州では植樹週が設定されている。